# Machida
Machida (japanska: 町田市?, Machida-shi) är en stad i västra delen av Tokyo prefektur i Japan, ca 40 km sydväst om centrala Tokyo.
1980 hade Machida 295 000 invånare. Därefter har stadens befolkning ökat kraftigt som en följd av Stortokyos tillväxt och är nu (2015) 430 000 invånare.